# Marcel Brion
Marcel Brion (Marsiglia, 21 novembre 1895 – Parigi, 23 ottobre 1984) è stato uno scrittore, critico letterario e storico dell'arte francese.

## Biografia
Figlio di un avvocato, Brion fu compagno di classe, a Thiers, di Marcel Pagnol e Albert Cohen. Dopo le scuole superiori al Collège Champittet, in Svizzera, studiò legge all'Università di Aix-en-Provence. Avvocato del foro di Marsiglia tra il 1920 e il 1924, lasciò la carriera legale per dedicarsi alla letteratura.
Brion scrisse un centinaio di libri, tra biografie storiche, saggi sull'arte italiana e su quella tedesca e, negli ultimi tempi, racconti di ispirazione fantastica. La sua raccolta di racconti più celebre si intitola Les Escales de la Haute Nuit (1942). Un saggio di Brion apparve in Introduzione a Finnegans Wake, una nota raccolta di saggi critici sull'opera di James Joyce Finnegans Wake.
Nel 1953 ricevette il Gran premio di letteratura dell'Accademia francese per l'insieme della sua opera letteraria. Sempre per l'insieme delle opere, nel 1956 gli fu conferito il Prix littéraire de la Fondation Prince-Pierre-de-Monaco e il Grand Prix national des lettres nel 1979. Nel 1936 (per l'opera Théodoric, roi des Ostrogoths) e nel 1948 (per Savonarole), ha conseguito il Prix de l'Académie française; nel 1931 il Prix Jules Davaine per Pierre Puget e nel 1938 il Prix Montyon per La résurrection des Villes Mortes.
Nel 1964, Brion fu eletto all'Académie française e andò così ad occupare il seggio che era già stato del suo amico Jean-Louis Vaudoyer. Ottenne la Legion d'onore e fu Ufficiale dell'Ordre des arts et des lettres.

## Opere

### Arte e letteratura
- Giotto, Rieder, 1928
- Turner, Rieder, 1929
- Botticelli, Crès, 1932
- Klee, Somogy, 1955
- Kandinsky, Somogy, 1960
- L'Œuvre de Honoré de Balzac, 16 volumi, Classiques-CFL, 1950-1953
- Fabrizio Clerici, Milan, Electra Editrice, 1955
- L'Allemagne romantique, 4 vol., Albin Michel:
  - I. - Heinrich von Kleist, Clemens Brentano, Wilhelm Heinrich Wackenroder, Ludwig Tieck, Caroline von Günderode, 1962
  - II. - Novalis, Ernst Theodor Amadeus Hoffmann, Jean Paul, Joseph von Eichendorff, 1963
  - III. - Le Voyage initiatique - 1, 1977 ; Table: Le Voyage initiatique, Thème; Variations; Pressentiment et Présence de Joseph von Eichendorff; La Loge invisible de Jean Paul; Les Voyages de Franz Sternbald de Ludwig Tieck; Heinrich von Ofterdingen de Novalis; Le Voyage en Orient de Hermann Hesse
  - IV. - Le Voyage initiatique - 2, 1978
- Venise, Albin Michel 1962
- L'Art romantique, Hachette, 1963
- L'Âge d'or de la peinture hollandaise, Elsevier, 1964
- L'Œil, l'esprit et la main du peintre, Plon, 1966
- Peinture romantique, Albin Michel, 1967
- La Grande Aventure de la peinture religieuse, Perrin, 1968
- Rembrandt, Albin Michel, 1969
- Titien, Somogy, 1971
- Guardi, Henri Scrépel, 1976
- Goethe, Albin Michel, 1982
- Robert Schumann et l'âme romantique, Albin Michel, 1954
- Raymond Biaussat, Imprimerie Arts graphiques d'Aquitaine, 1986.
- Paul Cézanne, Bordas, 1988
- Art fantastique, Albin Michel 1989
- Michel-Ange, Albin Michel, 1995
- Léonard de Vinci, Albin Michel, 1995
- Mozart, Perrin, 2006
- Le Théâtre des esprits, prefazione di Agnès Brion e nota di Patrick Brion, La tour verte, 2011

### Biografie
- Bartolomé de Las Casas, Père des Indiens, Plon, 1928
- La Vie d'Attila, Gallimard, 1928
- Rudyard Kipling, Éditions de la Nouvelle Revue critique, 1929
- Théodoric, roi des Ostrogoths, Payot, 1935 ; 1979
- Laurent le Magnifique, Albin Michel, 1937
- Blanche de Castille, Les éditions de France, 1939
- Machiavel, Albin Michel, 1948
- Frédéric II de Hohenstaufen, Tallandier, 1948
- Le Pape et le Prince - Les Borgia, Hachette, 1953
- Tamerlan, Albin Michel, 1963
- Charles le Téméraire, grand-duc d'Occident, Hachette, 1947.
- Les Amantes saggi brevi su Diotima - Alcoforado - Frédérique Brion - Charlotte Stieglitz et Louise Labé, Albin Michel, 1941

### Storia
- Les Mondes antiques, Arthème Fayard, 1954; 9 volumi: L'Égypte (1-2), L'Orient (3), Les Hébreux (4), La Grèce (5-6), Rome (7-9)

### Romanzi e novelle
- Le Caprice espagnol (Gallimard nrf, 1929)
- La Folie Céladon (Éditions Correa, 1935)
- Les Escales de la haute nuit, novelle, (Laffont, 1942),
- Un enfant de la terre et du ciel (Albin Michel, 1943)
- Château d'ombre (Luf, 1943)
- L’Enchanteur (Luf, 1947)
- La Chanson de l'Oiseau étranger (Albin Michel, 1958)
- La Ville de sable, (Albin Michel, 1959)
- La Rose de cire (Albin Michel, 1964)
- De l'autre côté de la forêt (Albin Michel, 1966)
- Les Miroirs et les gouffres (Albin Michel, 1968)
- L’Ombre d’un arbre mort (Albin Michel, 1970)
- Nous avons traversé la montagne (Albin Michel, 1972)
- La Fête de la tour des âmes (Albin Michel, 1974)
- Algues - fragment d'un journal intime (Albin Michel, 1976)
- Les Vaines Montagnes (Albin Michel, 1985)
- Le Journal d’un visiteur (Albin Michel, 1980)
- Villa des hasards (Albin Michel, 1984)
- Ivre d’un rêve héroïque et brutal (de Fallois, 2014)

### Opere in italiano
- Attila, traduzione di Rodolfo Mosca, Milano, Corbaccio, 1930.
- Arte romantica, traduzione di A. Molle Briasco, M. Dalai, M. Valsecchi, Milano, A. Garzanti, 1960.
- La pittura tedesca, Electa, Milano 1960;
- I palazzi dove abita Dio: storia dell'architettura sacra dal 1400 al 1800, Edizioni Paoline, Catania 1961;
- Pompei ed Ercolano: grandezza e morte, testo di Marcel Brion; fotografie di Edwin Smith; traduzione di Franca Ottolenghi, Istituto Geografico de Agostini, Novara 1962
- Venezia serenissima repubblica, fotografie di Edwin Smith, Ist. geografico De Agostini, Novara 1963
- Schumann o l'anima romantica, Mursia, Milano 1964
- Colori di Parigi, Mursia, Milano 1965;
- Pittura romantica, Istituto italiano d'arti grafiche, Bergamo 1968;
- Quattro secoli di surrealismo: l'arte fantastica nell'incisione, a cura di Marcel Brion, Milano Libri, Milano 1974;
- Tamerlano: ritratto di Tamerlano, Istituto geografico De Agostini, Novara 1971;
- La vita quotidiana a Vienna ai tempi di Mozart e Schubert, traduzione di Rosanna Pelà, Milano, Biblioteca universale Rizzoli, 1991.
- Perdersi in Venezia: una guida verso la luce René Huyghe, Marcel Brion; traduzione di Mario Roffi; inserto fotografico di Giuseppe Bruno, Corbo e Fiore, Venezia 1991